# كاليبوم
كاليبوم الكيشي وهو سابع ملك سومري لسلالة كيش الأولى حكم في حوالي سنة 2900 ق م حسب قائمة الملوك السومريين. جاء بعد بوانوم وجاء بعده كالوموم. معنى اسم كاليبوم باللغة الاكدية مشتق من كا لي بو أوم ومعناه الكلب.[بحاجة لمصدر]